# Конфайнмент

Анимация конфайнмента.

Конфа́йнмент (от англ. confinement — удержание цвета) — явление в физике элементарных частиц, состоящее в невозможности получения кварков в свободном состоянии, поскольку в экспериментах наблюдаются только агрегаты кварков, состоящие из двух (мезоны), трёх (барионы), четырёх (тетракварки) и пяти (пентакварки) кварков. Тем не менее имеются веские указания в пользу того, что сами кварки существуют: кварки хорошо описывают систематику элементарных частиц (Стандартная модель) и наблюдаются внутри них в качестве партонов при глубоко неупругих столкновениях.
Для объяснения удержания предполагалось, что цветовой заряд, которым обладают кварки, имеет свойство так называемого антиэкранирования. Антиэкранирование происходит из-за того, что переносчики сильного взаимодействия, которому подвержены кварки — глюоны — сами обладают цветовым зарядом и в процессе движения как бы «порождают новые глюоны из вакуума» и тем усиливают взаимодействие. В результате кварки притягиваются тем сильнее, чем дальше они друг от друга. Гипотеза кварков помогла классифицировать многочисленные экзотические адроны и их резонансы, а также хорошо объяснила многие физические эффекты: сечение столкновения адронов, формирования «струй адронов» («hadron jets») при глубоко неупругих столкновениях двух адронов.
На гипотезе наличия кварков строится квантовая теория поля сильного взаимодействия — квантовая хромодинамика (КХД), которая и пытается описать свойство конфайнмента математически точным языком.
Конфайнмент подтверждён расчётами решёточной КХД, но математически не доказан. Поиск этого доказательства — одна из семи «задач тысячелетия», объявленных Математическим институтом Клэя. Другие перспективы непертурбативной КХД — исследование фаз кварковой материи, включая кварк-глюонную плазму — состояние вещества, в котором конфайнмент отсутствует, а кварки и глюоны являются свободными.